# Richard Edward Taylor
Richard Edward Taylor (Medicine Hat, Alberta; 2 de noviembre de 1929-22 de febrero de 2018) fue un físico estadounidense canadiense (emérito) en la Universidad de Stanford y ganador del Premio Nobel de Física en 1990, compartido con Jerome Friedman y Henry Kendall "por sus investigaciones pioneras en colisiones profundamente inelásticas de electrones con protones y neutrones ligados, que han sido de importancia esencial en el desarrollo del modelo de quarks en física de partículas."

## Educación
- B.Sc, 1950; M.Sc, 1952, Universidad de Alberta, Edmonton, Canadá.
- Ph.D, 1962, Universidad Stanford.

## Reconocimientos y honores
- Alexander von Humboldt Senior Scientist Award, 1982.
- W.K.H. Panofsky Prize, 1989.
- Premio Nobel de Física, 1990.
- Fellow, Guggenheim Foundation, 1971-1972.
- Fellow, American Physical Society.
- Fellow, American Association for the Advancement of Science.
- Fellow, Royal Society of Canada.
- Fellow, Royal Society of London.
- Member, American Academy of Arts and Sciences.
- Member, Canadian Association of Physicists.
- Foreign Associate, National Academy of Science.
- Companion of the Order of Canada, 2005.